# Daniella Evangelista
Daniella Evangelista (ur. 20 września 1982 w Vancouver) – kanadyjska aktorka i modelka z włoskimi i francuskimi korzeniami.

## Życiorys
Kariera aktorska Evangelisty zaczęła się w 1994 roku. Na swoim koncie ma wiele ról filmowych i telewizyjnych. Okazjonalnie użycza też głosu w angielskich wersjach anime.
W 2000 roku wystąpiła w filmie Domek nad jeziorem. W latach 2001–2005 grała w serialu Edgemont. Użyczała głosu w takich anime jak np. Hamtaro czy SoulTaker.

## Filmografia

### Filmy
- 1995: Niezwykłe przygody małej pandy – koleżanka z klasy
- 1998: Grzeczny świat – Daniella
- 2001: Władca życzeń III: Miecz sprawiedliwości – Anne
- 2002: Maglownica 2 – Emily Stone
- 2008: Zabójczy cel – barmanka
- 2013: Pacific Rim – kadetka

### Seriale
- 1996: Madison – Lulu
- 1999: Pierwsza fala – Laura Bennett
- 1999–2002: Wydział do spraw specjalnych –
  - Jackie,
  - Ofiara#1
- 2000: Domek nad jeziorem – Kimberly
- 2000: Zawód: szpieg – Megan
- 2001: Łowcy koszmarów – nastolatka
- 2005: 4400 – Karen
- 2006: Cyrograf – Ashley Merrin
- 2006: Gwiezdne wrota – Denya
- 2007: Słowo na L – Rebecca
- 2007: Więzy krwi – Cassis
- 2007: Nie z tego świata – wampirzyca
- 2013: Magazyn 13 – Anna
- 2014: Rush – fanka#1
- 2016–2017: Magicy – Filloriańska matka